# Katharina Naschenweng
Katharina Naschenweng (ur. 16 grudnia 1997 w Spittal an der Drau) – austriacka piłkarka, występująca na pozycji obrończyni w niemieckim klubie Bayern Monachium. 39-krotna reprezentantka Austrii. Uczestniczka Mistrzostw Europy 2017 i 2022.

## Statystyki

### Klubowe
Na podstawie:
| Klub                     | Sezonów | Liga                 | Liga  | Liga   | Puchar krajowy | Puchar krajowy | Kontynentalne | Kontynentalne | Suma  | Suma   |
| Klub                     | Sezonów | Liga                 | Mecze | Bramki | Mecze          | Bramki         | Mecze         | Bramki        | Mecze | Bramki |
| ------------------------ | ------- | -------------------- | ----- | ------ | -------------- | -------------- | ------------- | ------------- | ----- | ------ |
| Carinthians Soccer Women | 1       | Frauen Bundesliga    | 18    | 2      | 4              | 0              | –             | –             | 30    | 4      |
| Carinthians Soccer Women | 1       | 2. Liga              | 8     | 2      | 4              | 0              | –             | –             | 30    | 4      |
| SK Sturm Graz            | 2       | Frauen Bundesliga    | 10    | 3      | 0              | 0              | 5             | 4             | 15    | 7      |
| TSG 1899 Hoffenheim II   | 2       | 2. Frauen-Bundesliga | 5     | 1      | 0              | 0              | –             | –             | 5     | 1      |
| TSG 1899 Hoffenheim      | 4       | Frauen Bundesliga    | 72    | 12     | 8              | 1              | 10            | 1             | 90    | 14     |
| Bayern Monachium         | 1       | Frauen Bundesliga    | 9     | 2      | 1              | 0              | 4             | 0             | 14    | 2      |
|                          | Łącznie | Łącznie              | 122   | 22     | 13             | 1              | 19            | 5             | 154   | 28     |

### Reprezentacyjne
Na podstawie:
| Gole w reprezentacji | Gole w reprezentacji | Gole w reprezentacji | Gole w reprezentacji | Gole w reprezentacji | Gole w reprezentacji | Gole w reprezentacji | Gole w reprezentacji |
| Lp.                  | Data                 | Miasto               | Przeciwnik           | Wynik                | Gole                 | Inne                 | Rozgrywki            |
| -------------------- | -------------------- | -------------------- | -------------------- | -------------------- | -------------------- | -------------------- | -------------------- |
| 1.                   | 22.10.2021           | Wiener Neustadt      | Luksemburg           | 5:0 (2:0)            | 45+2'                |                      | Eliminacje MŚ 2023   |
| 2.                   | 23.12.2021           | Wiener Neustadt      | Łotwa                | 8:0 (3:0)            | 70'                  | 2 asysty             | Eliminacje MŚ 2023   |
| 3.                   | 20.02.2022           | Marbella             | Rumunia              | 6:1 (3:0)            | 45'                  |                      | mecz towarzyski      |
| 4.                   | 11.07.2022           | Southampton          | Irlandia Północna    | 2:0 (1:0)            | 19'                  |                      | EURO 2022            |
| 5.                   | 06.09.2022           | Wiener Neustadt      | Macedonia Północna   | 10:0 (4:0)           | 71'                  |                      | Eliminacje MŚ 2023   |
| 6.                   | 11.04.2023           | Sankt Pölten         | Czechy               | 2:0 (0:0)            | 68'                  |                      | mecz towarzyski      |

## Sukcesy
Na podstawie:

### Klubowe
Brak ważniejszych osiągnięć.